# Lantbruksutställningen i Göteborg 1871
Under fem dagar i augusti 1871, pågick en Lantbruksutställning i Göteborg. Den hade anordnats på Exercisheden i stadens centrum, och Victor von Gegerfelt var arkitekt för byggnaderna.
Under 1800-talet var utställningar en av förutsättningarna för framstegen och ett viktigt inslag i samhällsutvecklingen. Man ställde ut både varor och produkter i fri och öppen konkurrens. Utställningarna blev därmed ett forum för nya idéer. Belöningar i form av medaljer och prissummor, var inslag som sporrade och fungerade som konkurrensmedel. Den sociala samvaron under festliga former, ansågs också viktig. Utställningarna anordnades på olika platser i landet, där lantbruksakademin höll sina gemensamma diskussionsmöten. Dessa "storartade täflingsmöten" gav en "lefvande insigt" i hur ett jordbruk kunde bedrivas på ett rationellt sätt. Detta möte var det trettonde i ordningen, räknat från Stockholm år 1846. Göteborgsmötet blev alltså ett 25-årsjubileum. 
Digniteten på mötet framgick av att kung Karl XV, då vistandes på Särö, närvarade vid invigningen den 15 augusti. Landshövding Albert Ehrensvärd den äldre invigningstalade och utbringade ett leve för konungen, "hvarefter raketer smattrade och kanonsalut följde, i det på samma gång den hittills bundna vattenstrålen i fontänen sprang mot höjden; musikkåren, placerad på för densamma uppförda läktaren, föll in och spelade folksången", alltså Ur svenska hjärtans djup...
Ytterligare lokaler användes: Realgymnasiet vid Nya Allén och nyuppförda Chalmersska slöjdskolan för jurymännens sammanträden, diskussioner med mera. Ett större antal tält från artilleriet användes också.